# 월터 스미스
월터 퍼거슨 스미스 (Walter Ferguson Smith, 1948년 2월 24일 ~ 2021년 10월 26일)는 스코틀랜드의 전 축구 선수이자 축구 감독이다. 선수 시절 포지션은 수비수였고, 레인저스, 에버턴, 스코틀랜드 축구 국가대표팀, 레인저스에서 감독직을 했었다.